# Solenopsis vorax
Solenopsis vorax is een mierensoort uit de onderfamilie van de Myrmicinae. De wetenschappelijke naam van de soort is voor het eerst geldig gepubliceerd in 1934 door Santschi.